# Richard Barnes (chính khách Anh)
Richard Michael Barnes (sinh ngày 1 tháng 12 năm 1947) là một cựu chính khách của đảng Bảo thủ ở Vương quốc Anh, từng là Phó Thị trưởng London từ năm 2008 đến 2012, và là nghị sĩ Hạ viện London cho Ealing và Hillingdon từ năm 2000 đến 2012, khi ông mất ghế vào Công Đảng. Vào ngày 30 tháng 9 năm 2014, Barnes đổi sang Đảng Độc lập Anh.

## Giáo dục
Ông được giáo dục tại Trường Trung học Trinity, Northampton, và Trường kỹ thuật ngữ pháp Wolverhampton, nơi ông là nam sinh và tốt nghiệp Học viện Khoa học và Công nghệ của Đại học Wales với bằng Cử nhân Khoa học Kinh tế.

## Bổ nhiệm làm Phó Thị trưởng theo luật định của London
Sau chiến thắng của ông Boris Johnson trong cuộc bầu cử thị trưởng năm 2008, Barnes được bổ nhiệm vào ngày 6 tháng 5 năm 2008 với tư cách là Phó Thị trưởng London, biến ông thành nam đầu tiên và phó thị trưởng London LGBT đầu tiên.